# Is It Any Wonder?
Is It Any Wonder? è un singolo del gruppo musicale britannico Keane, pubblicato il 29 maggio 2006 come secondo estratto dal secondo album in studio Under the Iron Sea.

## Video musicale
Il videoclip, diretto da Kevin Godley, mostra il gruppo eseguire il brano circondati da delle montagne russe in scala ridotta, sulla quale si trova la telecamera, che per tutta la durata della canzone si muove sulle montagne russe per riprendere i Keane.

## Tracce
Testi e musiche di Tim Rice-Oxley, Tom Chaplin e Richard Hughes.
CD promozionale (Regno Unito)
1. Is It Any Wonder? – 3:09

CD singolo (Europa), 7" (Regno Unito)
1. Is It Any Wonder? – 3:08
2. Let It Slide – 4:11

CD singolo (Regno Unito), CD maxi-singolo (Europa), download digitale
1. Is It Any Wonder? – 3:08
2. Let It Slide – 4:10
3. He Used to Be a Lovely Boy – 3:38

## Classifiche
| Classifica (2006) | Posizione massima |
| ----------------- | ----------------- |
| Austria           | 47                |
| Belgio (Fiandre)  | 38                |
| Francia           | 72                |
| Germania          | 61                |
| Italia            | 18                |
| Norvegia          | 12                |
| Paesi Bassi       | 17                |
| Regno Unito       | 3                 |
| Spagna            | 3                 |
| Stati Uniti       | 78                |
| Svizzera          | 28                |